# Fuentespalda
Fuentespalda is een gemeente in de Spaanse provincie Teruel in de regio Aragón met een oppervlakte van 39,00 km². Fuentespalda telt 291 inwoners (1 januari 2016).